# Cristina Ebner
Kristin Ebner, detta Cristina (Bolzano, 3 settembre 1938), è un'ex sciatrice alpina italiana.

## Biografia
Nata a Bolzano nel 1938, a 17 anni ha partecipato ai Giochi olimpici di Cortina d'Ampezzo 1956, nello slalom, non riuscendo a terminare la prima manche.